# Situla della Certosa
La situla della Certosa o situla Zannoni, dal nome del suo scopritore Antonio Zannoni, è una situla in bronzo con figure in rilievo.
Si tratta di un contenitore troncoconico conservato nel museo civico archeologico di Bologna e rinvenuto in una tomba ad incinerazione nella necropoli della Certosa, a Bologna e risale all'inizio del V secolo a.C. Fa parte di quegli oggetti definiti dall'"arte delle situle", uno stile di decorazione figurativa diffuso dall'Italia settentrionale alla Dalmazia tra il VI e IV secolo a.C.

## Descrizione
La situla a lastre di bronzo è decorata a sbalzo, con finitura a linee incise. Per la qualità della sua composizione, la cura nella realizzazione e l'attenzione ai dettagli, questa situla si distingue dagli altri oggetti dello stesso tipo.
La decorazione è disposta in quattro fasce orizzontali separate da un cordolo continuo. Sulle tre fasce superiori spicca un motivo centrale.
- Fascia inferiore. Sequenza di animali, da destra a sinistra: un cervo, due fiere[2] con lingue pendenti, cinque leoni alati. Una gamba emerge dalla bocca del quarto leone alato.
- Fascia medio bassa. Il motivo centrale è costituito da due musicisti seduti su un letto, circondati da due figure che indossano un ampio mantello a quadri. La decorazione è organizzata in modo quasi simmetrico rispetto a questo gruppo, con una scena di caccia sulla destra e una scena campestre sulla sinistra.
- Fascia medio alta. Il motivo centrale rappresenta due uomini che trasportano una situla tenendola per il manico. Su entrambi i lati si svolge una processione, forse sacrificale, che avanza da sinistra a destra: un uomo conduce un bue; dietro di lui, tre uomini e tre donne portano vari oggetti (uno scrigno, una cesta, ecc.) che potrebbero essere delle offerte, e altri due uomini sostengono un palo al quale è sospesa una situla. Dopo il gruppo centrale, si nota un uomo che conduce un ariete, seguito da tre uomini e tre donne con dei vasi; dietro, un uomo trasporta una piccola situla e un altro una spada. Un animale (forse un cane) chiude la processione.
- Fascia superiore. Parata militare, da destra a sinistra.  Due cavalieri aprono la sfilata, seguiti da cinque fanti armati di lancia e scudo ovale. Successivamente, dopo il motivo geometrico centrale, avanzano quattro fanti armati di lancia e scudo ovale più piccolo dei precedenti e quattro fanti armati di scudo rotondo; chiudono il corteo quattro uomini con un'ascia in spalla; tra loro e i cavalieri descritti inizialmente troviamo un motivo geometrico paragonabile a quello precedentemente citato.

## Galleria d'immagini

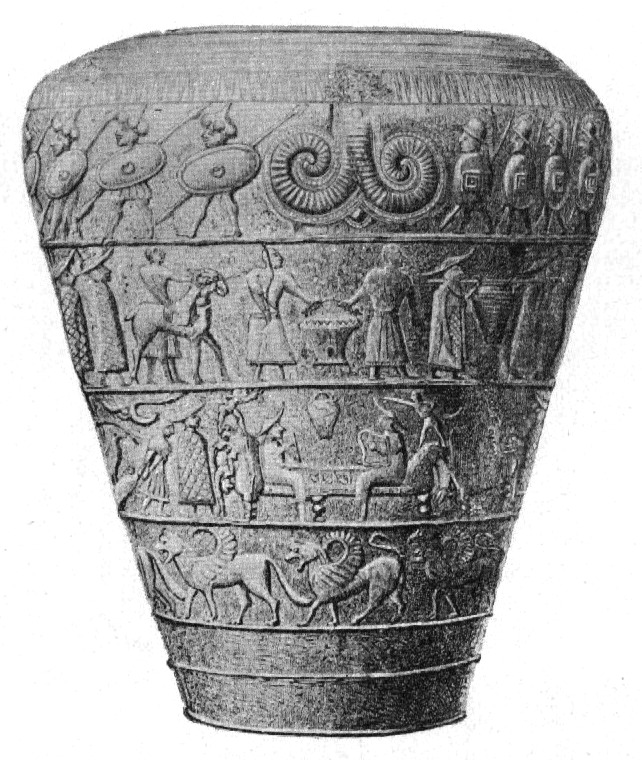
Situla della Certosa
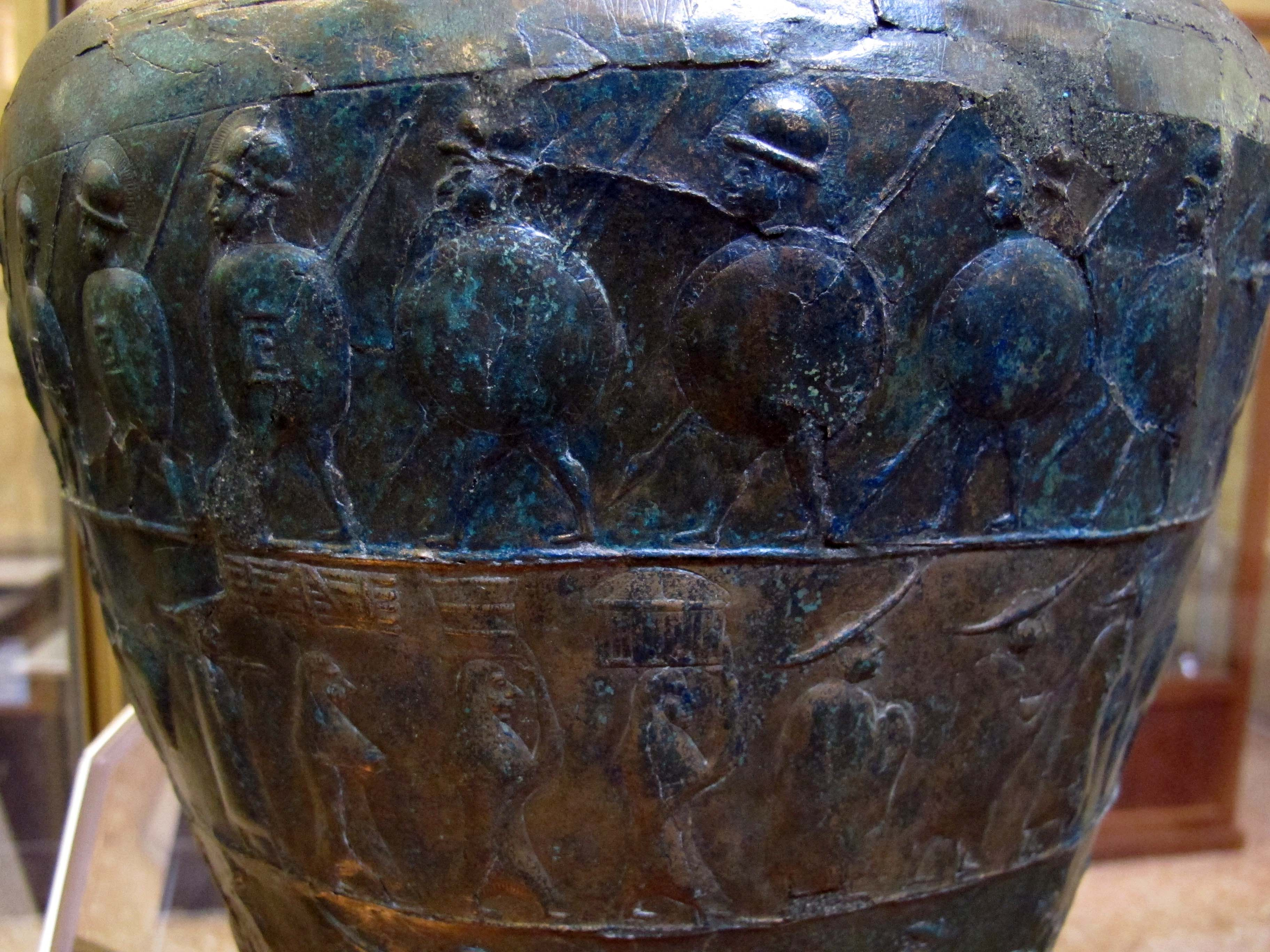
I due registri superiori
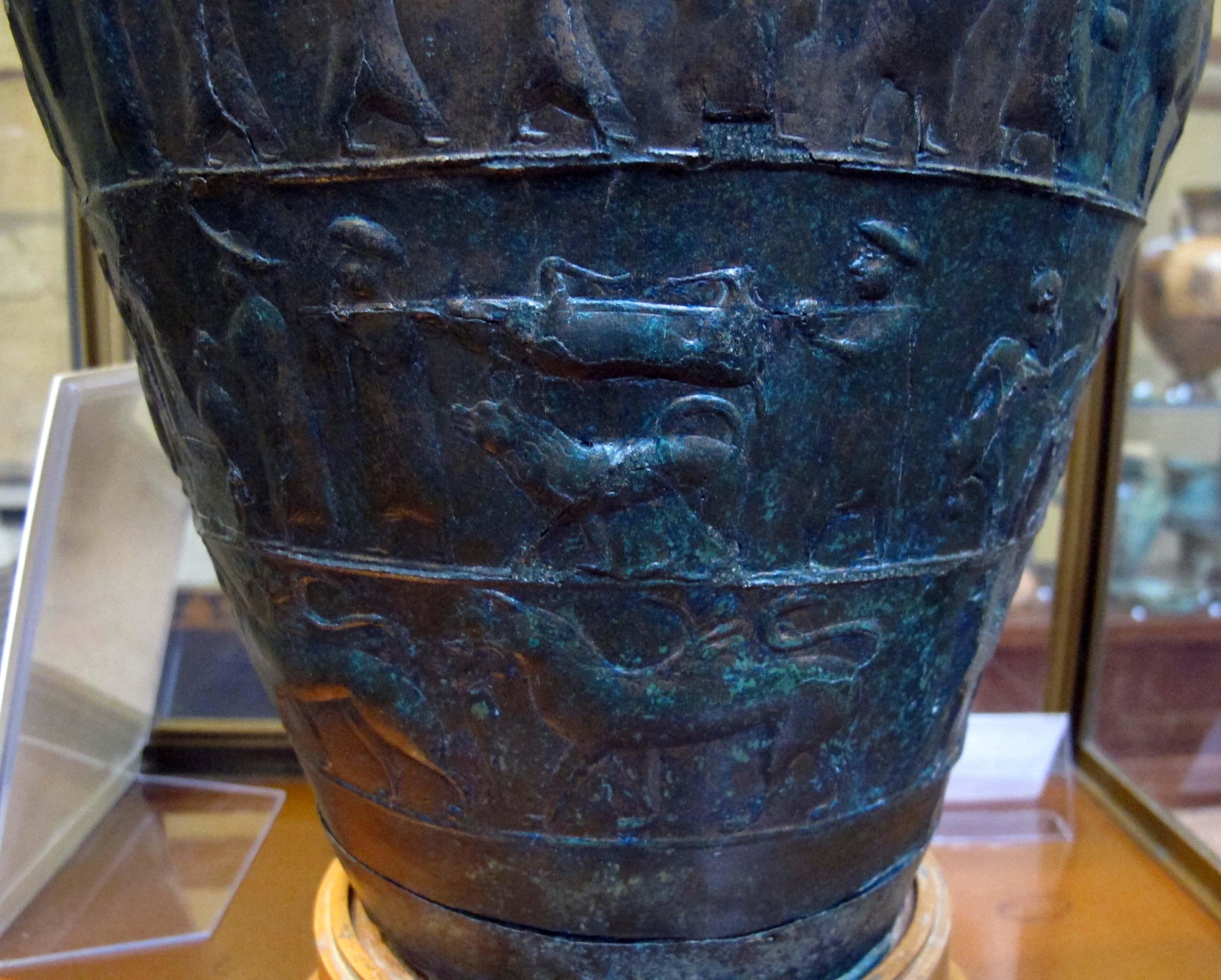
I due registri inferiori, a livello della scena di caccia